# Сандро Тоналі
Сандро Тоналі (італ. Sandro Tonali, нар. 8 травня 2000, Лоді) — італійський футболіст, опорний півзахисник клубу «Ньюкасл Юнайтед» та національної збірної Італії.

## Клубна кар'єра
Народився 8 травня 2000 року в місті Лоді. Вихованець юнацьких команд футбольних клубів «П'яченца» та «Брешія». 26 серпня 2017 року в матчі проти «Авелліно» він дебютував у Серії B, в складі останнього. 28 квітня 2018 року в поєдинку проти «Салернітани» Сандро забив свій перший гол за «Брешію». Всього у першому сезоні 2017/18 зіграв за клуб 19 матчів.
Восени 2018 року Тоналі почали цікавитися італійські топ-клуби та лондонський «Челсі», утім півзахисник залишився в рідній команді, якій в статусі основного гравця допоміг 2019 року вийти до Серії А. Тож в сезоні 2019/20 вже виступав в елітному італійському дивізіоні, де також був гравцем основного складу «Брешії».
9 вересня 2020 року півзахисник на умовах оренди до кінця сезону за 10 мільйонів євро перейшов до «Мілана». За умовами орендного договору «россонері» отримали право викупити контракт Тоналі за 15 мільйонів (плюс 10 мільйонів євро можливих бонусних виплат).
У період з 2020-го по 2023 рік Тоналі виступав за «Мілан», а влітку 2023-го півзахисник перейшов до англійського «Ньюкасл Юнайтед».
У жовтні 2023 був дискваліфікований на 10 місяців за ставки на футбольні матчі.

## Виступи за збірні
2018 року дебютував у складі юнацької збірної Італії, взяв участь в 11 іграх на юнацькому рівні і зіграв на чемпіонаті Європи 2018 року серед юнаків до 19 років, де Італія стала фіналістом турніру, а Тоналі зіграв в усіх п'яти іграх і був включений до символічної збірної турніру.
З 2019 року залучається до складу молодіжної збірної Італії, у складі якої поїхав на домашній молодіжний чемпіонат Європи 2019 року.
У жовтні того ж 2019 року дебютував в офіційних матчах у складі національної збірної Італії.

## Статистика виступів

### Статистика клубних виступів
Станом на 4 червня 2023
| Сезон              | Команда            | Чемпіонат          | Чемпіонат | Чемпіонат | Національний кубок | Національний кубок | Національний кубок | Континентальні кубки | Континентальні кубки | Континентальні кубки | Інші змагання | Інші змагання | Інші змагання | Усього | Усього | Усього |
| Сезон              | Команда            | Ліга               | Ігор      | Голів     | Ліга               | Ігор               | Голів              | Ліга                 | Ігор                 | Голів                | Ліга          | Ігор          | Голів         | Ігор   | Голів  |        |
| ------------------ | ------------------ | ------------------ | --------- | --------- | ------------------ | ------------------ | ------------------ | -------------------- | -------------------- | -------------------- | ------------- | ------------- | ------------- | ------ | ------ | ------ |
| 2017–18            | «Брешія»           | B                  | 19        | 2         | КІ                 | 0                  | 0                  | -                    | -                    | -                    | -             | -             | -             | 19     | 2      |        |
| 2018–19            | «Брешія»           | B                  | 34        | 3         | КІ                 | 0                  | 0                  | -                    | -                    | -                    | -             | -             | -             | 34     | 3      |        |
| 2019–20            | «Брешія»           | A                  | 35        | 1         | КІ                 | 1                  | 0                  | -                    | -                    | -                    | -             | -             | -             | 36     | 1      |        |
| Усього за «Брешію» | Усього за «Брешію» | Усього за «Брешію» | 88        | 6         |                    | 1                  | 0                  |                      | -                    | -                    |               | -             | -             | 89     | 6      |        |
| 2020–21            | «Мілан»            | A                  | 25        | 0         | КІ                 | 1                  | 0                  | ЛЄ                   | 11                   | 0                    | -             | -             | -             | 37     | 0      |        |
| 2021–22            | «Мілан»            | A                  | 36        | 5         | КІ                 | 3                  | 0                  | ЛЧ                   | 6                    | 0                    | -             | -             | -             | 45     | 5      |        |
| 2022–23            | «Мілан»            | A                  | 34        | 2         | КІ                 | 1                  | 0                  | ЛЧ                   | 12                   | 0                    | СІ            | 1             | 0             | 48     | 2      |        |
| Усього за «Мілан»  | Усього за «Мілан»  | Усього за «Мілан»  | 95        | 7         |                    | 5                  | 0                  |                      | 29                   | 0                    |               | 1             | 0             | 130    | 7      |        |
| Усього за кар'єру  | Усього за кар'єру  | Усього за кар'єру  | 183       | 13        |                    | 6                  | 0                  |                      | 29                   | 0                    |               | 1             | 0             | 219    | 13     |        |

### Статистика виступів за збірні
Станом на 11 червня 2022
| Дата       | Місто     | Господарі            | Результат | Гості              | Турнір                               | Голи | Примітки |
| ---------- | --------- | -------------------- | --------- | ------------------ | ------------------------------------ | ---- | -------- |
| 15-10-2019 | Вадуц     | Ліхтенштейн          | 0 – 5     | Італія             | Відбір до ЧЄ 2020                    | -    | 74' 84'  |
| 15-11-2019 | Зениця    | Боснія і Герцеговина | 0 – 3     | Італія             | Відбір до ЧЄ 2020                    | -    |          |
| 18-11-2019 | Палермо   | Італія               | 9 – 1     | Вірменія           | Відбір до ЧЄ 2020                    | -    |          |
| 11-11-2020 | Флоренція | Італія               | 4 – 0     | Естонія            | товариський матч                     | -    | 46'      |
| 12-11-2021 | Рим       | Італія               | 1 – 1     | Швейцарія          | Відбір до ЧС 2022                    | -    | 58'      |
| 15-11-2021 | Белфаст   | Північна Ірландія    | 0 – 0     | Італія             | Відбір до ЧС 2022                    | -    | 9' 46'   |
| 24-03-2022 | Палермо   | Італія               | 0 – 1     | Північна Македонія | Відбір до ЧС 2022                    | -    | 77'      |
| 29-03-2022 | Конья     | Туреччина            | 2 – 3     | Італія             | товариський матч                     | -    |          |
| 04-06-2022 | Болонья   | Італія               | 1 – 1     | Німеччина          | Ліга націй УЄФА 2022—2023 - 1-й етап | -    | 66' 80'  |
| 07-06-2022 | Чезена    | Італія               | 2 – 1     | Угорщина           | Ліга націй УЄФА 2022—2023 - 1-й етап | -    | 84'      |
| 11-06-2022 | Лондон    | Англія               | 0 – 0     | Італія             | Ліга націй УЄФА 2022—2023 - 1-й етап | -    | 90+3'    |
| Усього     |           | Матчів               | 11        |                    | Голів                                | 0    |          |

| Дата       | Місто             | Господарі            | Результат | Гості      | Турнір                              | Голи | Примітки |
| ---------- | ----------------- | -------------------- | --------- | ---------- | ----------------------------------- | ---- | -------- |
| 21-03-2019 | Трієст            | Італія               | 0 – 0     | Австрія    | Товариський матч                    | -    | 82'      |
| 25-03-2019 | Фрозіноне         | Італія               | 2 – 2     | Хорватія   | Товариський матч                    | -    |          |
| 19-06-2019 | Болонья           | Італія               | 0 – 1     | Польща     | Молодіжне Євро-2019 - груповий етап | -    | 57'      |
| 22-06-2019 | Реджо-нель-Емілія | Бельгія              | 1 – 3     | Італія     | Молодіжне Євро-2019 - груповий етап | -    | 72'      |
| 10-10-2019 | Дублін            | Ірландія             | 0 – 0     | Італія     | Кваліфікація молодіжного Євро-2021  | -    | 43'      |
| 13-10-2020 | Піза              | Італія               | 2 – 0     | Ірландія   | Кваліфікація молодіжного Євро-2021  | -    |          |
| 24-03-2021 | Целє              | Чехія                | 1 – 1     | Італія     | Молодіжне Євро-2021 - груповий етап | -    | 84'      |
| 03-09-2021 | Емполі            | Італія               | 3 – 0     | Люксембург | Кваліфікація молодіжного Євро-2023  | -    |          |
| 07-09-2021 | Віченца           | Італія               | 1 – 0     | Чорногорія | Кваліфікація молодіжного Євро-2023  | -    |          |
| 08-10-2021 | Зениця            | Боснія і Герцеговина | 1 – 2     | Італія     | Кваліфікація молодіжного Євро-2023  | -    |          |
| 12-10-2021 | Монца             | Італія               | 1 – 1     | Швеція     | Кваліфікація молодіжного Євро-2023  | -    | 63'      |
| Усього     |                   | Матчів               | 11        |            | Голів                               | 0    |          |

## Титули і досягнення
- Чемпіон Італії (1):

«Мілан»: 2021–22
- Володар Кубка Футбольної ліги (1):

«Ньюкасл Юнайтед»: 2024-25